# Jean-François Coatmeur
Jean-François Coatmeur est un romancier français, né le 26 juillet 1925 dans le Finistère à Pouldavid-sur-Mer et mort le 11 décembre 2017 à Brest.
Il est président du jury du prix du Goéland masqué de 2001 à 2014 et il est fait chevalier des Arts et des Lettres en 2004.

## Biographie
Après des études primaires à l'école publique de Pouldavid, Jean-François Coatmeur poursuit ses études secondaires au Petit Séminaire de Pont-Croix (Finistère). L'adolescent sera longtemps marqué par ces années (dont les années de guerre) passées dans cet univers rigide où il découvrira une certaine connivence entre l'Église et les pouvoirs séculiers.
Après avoir un temps envisagé d'entrer au séminaire pour devenir prêtre, il s'inscrit finalement à la Faculté catholique d'Angers où il suit des études supérieures de lettres classiques (licence ès lettres, diplôme d'études supérieures de lettres, CAEC lettres classiques).
Il commence à enseigner dans des établissements secondaires (Calais, Brest, Abidjan) et se met à écrire une pièce de théâtre en 1953 inspirée de l'histoire de la ville d'Ys. À la fin des années 1950, professeur en Afrique, il écrit son premier roman qui sera publié en 1963 dans la collection du Masque sous le titre Chantage sur une ombre.
Douze romans sont publiés chez Denoël, dont Les Sirènes de minuit qui lui valent le Grand prix de littérature policière en 1976 ; il publie ensuite chez Albin Michel dans la collection « Spécial suspense ».

## Œuvre
Tous ses romans sont des policiers appartenant à la veine des romans psychologiques assez noirs, à l'exception de Des croix sur la mer, inspiré par un événement autobiographique (le 5 août 1944, le jeune Jean-François passe une demi-journée en otage, aligné contre un mur face aux mitraillettes, sous les yeux de sa famille), de Escale à Brest, texte autour de photos de Brest par Claude Le Gall, de Bonhomme soleil, une nouvelle, et de Ballet noir, un recueil de nouvelles.
- Chantage pour une ombre, Librairie des Champs-Élysées, coll. « Le Masque » no 783, 1963
- Nocturne pour mourir, Denoël, coll. « Crime-club » no 229, 1964 ; réédition, Éd. du Bastberg, coll. « Les polars régionaux », 2000  (ISBN 2-913990-46-0)
- Aliéna, Denoël, coll. « Crime-club » no 263, 1968 ; réédition, Liv'Éditions, coll. « Liv'en poche : roman policier » no 60, 2005  (ISBN 2-84497-065-6)
- Baby-foot, Denoël, coll. « Crime-club » no 283, 1970 ; réédition, Liv'Éditions, coll. « Liv'en poche : roman policier » no 40, 2002  (ISBN 2-84497-030-3)
- J'ai tué une ombre, Denoël, coll. « Super crime-club » no 299, 1972
- La Voix dans Rama, Denoël, coll. « Super crime-club » no 319, 1973 ; réédition, Liv'Éditions, coll. « Liv'en poche : roman policier » no 52, 2004  (ISBN 2-84497-042-7)
- Le Squale, Denoël, coll. « Sueurs froides », 1975 ; réédition, Liv'Éditions, coll. « Liv'en poche : roman policier » no 46, 2003  (ISBN 2-84497-038-9)
- Les Sirènes de minuit, Denoël, coll. « Sueurs froides », 1976 ; réédition, LGF, coll. « Le Livre de Poche » no 6302, 1987 - Grand prix de littérature policière 1976
- Le Mascaret, Denoël, coll. « Sueurs froides », 1977 ; réédition, Liv'Éditions, coll. « Liv'en poche : roman suspense » no 69, 2007  (ISBN 978-2-84497-104-3)
- On l'appelait Johnny, Denoël, 1979 ; réédition sous le titre Outre mort, Liv'Éditions, coll. « Liv'en poche : roman policier » no 30, 2001  (ISBN 2-84497-017-6) ; réédition sous son titre original, Liv'Éditions, coll. « Liv'en poche : roman suspense » no 64, 2006  (ISBN 2-84497-072-9)
- La Bavure, Denoël, coll. « Sueurs froides », 1980 ; réédition, LGF, coll. « Le Livre de Poche » no 5948, 1984  (ISBN 2-253-03472-X) ; réédition, LGF, coll. « Le Livre de Poche » no 17214, 2002  (ISBN 2-253-17214-6) - Prix Mystère de la Critique 1981
- Morte Fontaine, Denoël, coll. « Sueurs froides », 1979 ; réédition, Liv'Éditions, coll. « Liv'en poche : roman policier » no 55, 2004  (ISBN 2-84497-054-0) ; réédition, Verger Éditeur, coll. « Les enquêtes rhénanes » no 25, 2016  (ISBN 978-2-84574-194-2)
- La Nuit rouge, Albin Michel, coll. « Spécial suspense », 1984 ; réédition, LGF, coll. « Le Livre de Poche » no 7506, 1986  (ISBN 2-253-03916-0)
- Yesterday, Albin Michel, coll. « Spécial suspense », 1985 ; réédition, LGF, coll. « Le Livre de Poche » no 7526, 1988  (ISBN 2-253-04522-5)
- Narcose, Albin Michel, coll. « Spécial suspense », 1987 ; réédition, LGF, coll. « Le Livre de Poche » no 7558, 1990  (ISBN 2-253-05399-6)
- La Danse des masques, Albin Michel, coll. « Spécial suspense », 1989 ; réédition, LGF, coll. « Le Livre de Poche » no 7585, 1992  (ISBN 2-253-06005-4) - Prix du suspense 1990, Grand prix des écrivains de l'ouest 1990
- Des croix sur la mer, Albin Michel, 1991 ; réédition, Presses-Pocket, coll. « Presses-Pocket » no 4601, 1993  (ISBN 2-266-05215-2) ; réédition, Édition de la Seine, coll. « Succès du livre », 1998  (ISBN 2-7382-1102-X) ; réédition, Éditions de Borée, coll. « Terre de poche », 2005 - Prix Bretagne 1992
- Escroquemort, Denoël, coll. « Sueurs froides », 1992
- Des feux sous la cendre, Albin Michel, coll. « Spécial suspense », 1994 ; réédition, LGF, coll. « Le Livre de Poche » no 7681, 1996  (ISBN 2-253-07681-3)  ; réédition, Édition de la Seine, coll. « Succès du livre », 2002  (ISBN 2-7382-1624-2)
- Les Secret d'Agnès Valière, Bayard, coll. « Bibliothèque Bonne soirée : suspense », 1996
- Bonhomme soleil, Quimper, Centre départemental de documentation pédagogique (Finistère), 1996
- La Porte de l'enfer, Albin Michel, coll. « Spécial suspense », 1997 ; réédition, LGF, coll. « Le Livre de Poche » no 17097, 1999  (ISBN 2-253-17097-6)
- Ballet noir, Albin Michel, 1999 ; réédition, LGF, coll. « Le Livre de Poche » no 17180, 2001  (ISBN 2-253-17180-8)
- Escale à Brest, Terre de Brume, 2000
- Tous nos soleils sont morts, Albin Michel, coll. « Spécial suspense », 2002 ; réédition, LGF, coll. « Le Livre de Poche » no 37048, 2004  (ISBN 2-253-08792-0)
- La Fille de Baal, Albin Michel, coll. « Spécial suspense », 2005 ; réédition, LGF, coll. « Le Livre de Poche. Thriller » no 31136, 2008  (ISBN 978-2-253-12710-9)
- Une écharde au cœur, Albin Michel, coll. « Spécial suspense », 2010  ; réédition, LGF, coll. « Le Livre de Poche » no 33175, 2013  (ISBN 978-2-253-17585-8)[3]
- L'Ouest barbare, Albin Michel, coll. « Spécial suspense », 2012 [4]
- Les Noces macabres, Albin Michel, 2016[5]

## Adaptations
Six de ses romans et une de ses nouvelles ont été adaptés pour le cinéma ou la télévision :

### Au cinéma
- 1990 : La Nuit rouge, film français réalisé par J.-M. Richard (film non distribué)

### À la télévision
- 1984 : La Bavure, mini-série française réalisé par Nicolas Ribowski
- 1989 : Morte Fontaine, téléfilm français réalisé par Marco Pico - 1989
- 1989 : Les Sirènes de minuit, épisode de la série télévisée Meurtre avec préméditation, réalisé par Philippe Lefebvre
- 1991 : Le Squale, épisode de la série télévisée Meurtre avec préméditation, réalisé par Claude Boissol
- 1999 : La Fiancée, nouvelle extraite de Ballet noir - 3 adaptations d'Olivier Bourbeillon en 1984, de Bruno Romy en 1986 et d'Alexander Harvey en 1999
- 2001 : Des croix sur la mer, téléfilm français réalisé par Luc Béraud

## Prix et distinctions
- Prix du Roman populaire
- Grand prix de littérature policière 1976 pour Les Sirènes de minuit[6]
- Prix Mystère de la critique 1981 pour La Bavure[7]
- Prix Pierre-Mocaër (1992)
- Prix Breizh 1992 pour Des croix sur la mer
- Chevalier de l'ordre des Arts et des Lettres (2004)

## Sources
- Jacques Baudou et Jean-Jacques Schleret, Le Vrai Visage du Masque, vol. 1, Paris, Futuropolis, 1984, 476 p. (OCLC 311506692).
- Anne Martinetti, "Le Masque" : histoire d'une collection, Amiens, Encrage, coll. « Références » (no 3), 1997, 143 p. (ISBN 978-2-906389-82-3).